# مرة واحدة لا تكفي
مرة واحدة لا تكفي (بالإنجليزية: Once Is Not Enough) هي الرواية الثالثة للكاتبة الأمريكية جاكلين سوزان بعد روايتيها وادي الدمى (1966) وآلة الحب (1969)، صدرت عن الناشر ويليام موروو ربيع سنة 1973، وحققت نجاحا كبيرا كسابقتيها، وبذلك أصبحت سوزان أول كاتبة في تاريخ النشر بالولايات المتحدة لديها ثلاث روايات متتالية تصل المرتبة الأولى في قائمة الأفضل مبيعا لدى صحيفة نيويورك تايمز. وقد تم تحويل الرواية إلى فيلم يحمل نفس العنوان سنة 1975 من إخراج غاي غرين وبطولة كيرك دوغلاس وألكسيس سميث ودايفيد جانسين وميلينا ميركوري وبريندا فاكارو.

## القصة
تعود الشابة الجميلة جانيواري واين، ابنة منتج المسرح والسينما مايك واين، إلى منزلها في مدينة نيويورك بعد دخولها المستشفى في سويسرا لما يقرب من ثلاث سنوات. لكن الوطن لم يعد كما كان عليه من قبل، لقد تغير العالم الذي عرفته جانيواري بشكل كبير.
بينما تجد جانيواري الساذجة طريقها في هذا العالم الجديد، فإنها تصادف أشخاصاً سيئين مثل ديردري ميلفورد جرانجر، خامس أغنى امرأة في العالم ، وكذلك ابن عم ديردري الشاب، ديفيد ميلفورد؛ ليندا ريجز، المحررة المبتذلة ولكن الناجحة لمجلة جلوس؛ توم كولت، الروائي مفتول العضلات الذي يخفي سرًا؛ والدكتور بريستون ألبرت، «دكتور فيلجود» القذر. ومن ضمن الشخصيات أيضًا كارلا، ملكة الأفلام السابقة المنعزلة والتي لديها أكثر من سر خاص بها.
القصة تحكي عن عالم المال وزنا المحارم، والمخدرات والعري، في قصة معقدة تعكس الاضطرابات الاجتماعية في أواخر الستينيات وأوائل السبعينيات.